# گذرگاه مرزی خسروی
مرز خسروی یکی از پایانه‌های رسمی و بین‌المللی غربی ایران است که در محدوده منطقه آزاد تجاری-صنعتی قصرشیرین استان کرمانشاه و در نزدیکی روستای خسروی واقع شده است و ارتباط زمینی ایران و عراق توسط این مرز برقرار است. شهرستان قصرشیرین با داشتن ۱۸۶ کیلومتر مرز مشترک با عراق دارای دو مرز رسمی پرویزخان و خسروی است که مرز رسمی پرویزخان با اقلیم کردستان عراق و مرز خسروی با کشور عراق هم‌مرز است.
جاده ۴۸ از ساوه تا مرز خسروی ادامه دارد که در گذشته در مسیر راه ابریشم بوده است.

## تردد
در سال ۱۳۹۲ روزانه بیش از ۲۰۰ دستگاه کامیون حامل کالاهای صادراتی از مرز رسمی و بین‌المللی خسروی به عراق صادر می‌شود ضمن اینکه روزانه ۳۵ کاروان زوار ایرانی از طریق این مرز به عتبات عالیات کشور عراق اعزام می‌شوند.
علاوه بر تردد زوار عتبات عالیات در قالب کاروان‌های تحت پوشش سازمان حج و زیارت، مبادلات اقتصادی صادرات کالا نیز از این مرز از سرگرفته شده است.

## بازگشت اسرا
نخستین گروه از آزادگان جنگ ایران و عراق در تاریخ ۲۶ مرداد سال ۶۹ حدود یک سال پس از پایان جنگ از طریق مرز خسروی وارد ایران شد به همین مناسبت هر سال، مراسم نمادینی در این نقطه صفر مرزی برگزار می‌شود.

## وضعیت
طی چند سال گذشته بارها خبر باز و بسته شدن مرز خسروی منتشر شده است.